# UEFAのファイナンシャル・フェアプレー規則
UEFAのファイナンシャル・フェアプレー規則（UEFA Financial Fair Play Regulations）とは、UEFAがUEFAに加盟するプロサッカークラブの財政健全化を目指し、2011年から導入され、2014年から正式に施行された規則である。FFPの略称で呼ばれることが多い。

## 概要
2007年にUEFA会長に就任したミシェル・プラティニによって提唱され、2009年の理事会で導入が決定された。この規則によって、UEFAに加盟するクラブは、移籍金や人件費などの支出が、移籍金や入場料、テレビ放映権料、大会賞金、スポンサー収入などのクラブがサッカーによって得た収入を上回ることを禁じられた。金融機関からの借入金によってやオーナーの資産によって赤字を補填することもできない。ただし、サッカークラブの本質である育成に関する費用や、スタジアムや練習場などに施設を整備する費用は支出に含まれないとされている。審査は過去3年間の合計で行われる。2014-15シーズンまでは4500万ユーロ、2017-18シーズンまでは3000万ユーロの赤字までは許容され、2018-19シーズン以降は赤字が許容されない。規則に違反した場合は、罰金やUEFAチャンピオンズリーグやUEFAヨーロッパリーグの選手の登録人数の制限、CLやELの出場権剥奪などの制裁が科される。

## クラブへの影響
FFPの導入によって、それまで赤字経営を続けてきたクラブは経営方針の転換が迫られ、主力選手の売却や補強が制限されるケースが多くみられる。一方で、FFP対策として、オーナーと関係を持つ企業とのスポンサー契約を結び、収入を増やすクラブもみられる。2023年の学界の体系的な見解では、このルールはいくつかのリーグのバランスに悪影響を及ぼしているという。
- マンチェスター・シティ-2014年に違反による罰金処分とCLの登録人数の制限の処分を受けた[4]。FFP対策としてオーナーであるアブダビ王族の経営するエティハド航空と巨額のスポンサー契約を締結している。ただし、このスポンサー契約は、適正な価格を上回っているとUEFAに判断されている[2]。ところが2020年2月14日、このスポンサー収入がエティハド航空を迂回したオーナーによる投資と判断され、2季の欧州カップ戦締め出し処分を受けた[5]。（その後、CASにより処分は覆された）
- パリ・サンジェルマン-2014年に違反による罰金処分とCLの登録人数の制限の処分を受けた[4]。カタール観光局と巨額のスポンサー契約を締結しているが、UEFAから適正な価格を上回っている契約であると判断されている[2]。
- インテルナツィオナーレ・ミラノ-2015年に違反により制裁を科された[6]。FFPの影響から主力選手の放出に迫られ、チームが弱体化している。
- ACミラン-ベルルスコーニ元会長の資金により補強資金を確保していたが、FFPにより2012年にイブラヒモビッチやチアゴ・シウヴァら主力選手を放出し、チームは弱体化。2017年に中国企業に買収され、2017年夏の移籍市場で2億ユーロを投じて補強を行ったが、FFP違反の可能性が取りざたされている[7]。2018年6月、FFP違反により2018-19シーズンのEL出場権を剥奪された（その後、CASにより処分は覆された）[8][9]。
- ASローマ-2015年に違反により制裁を科された[6]。FFP対策のために、主力選手の売却をして資金を確保している[10]。
- パナシナイコス-2018年に違反によりUEFA主催大会の出場権を3年間剥奪された[11]。

上記の他にも、違反により制裁を受けているクラブが存在する。